# Хайнрих IV Ройс-Дьолау
Хайнрих IV Ройс-Дьолау (на немски: Heinrich IV Reuss zu Dolau; * 9 декември 1580; † 3 януари 1636 в Дьолау над Вайсе Елстер при Грайц) от фамилията Ройс-Бургк (Ройс стара линия) е господар на Бургк на река Зале (1608 – 1616) и на Дьолау (1616 – 1636).
Той е четвъртият син на Хайнрих II Ройс-Бургк (1543 – 1608) и първата му съпруга графиня Юдит фон Йотинген-Йотинген (1544 – 1600), дъщеря на граф Лудвиг XVI фон Йотинген-Йотинген-Харбург (1508 – 1569) и Маргарета фон дер Пфалц († 1560).
На 9 април 1621 г. Хайнрих IV Ройс-Дьолау създава в резиденцията си замък Дьолау предприятие за сечене на монети и издава свои монети.
Хайнрих IV Ройс-Дьолау умира на 55 години на 3 януари 1636 г. в Дьолау, Тюрингия.

## Фамилия
Хайнрих IV Ройс-Дьолау се жени 1626 г. за Анна Геновефа цу Щолберг (* 3 февруари 1580 в Щолберг; † 18 декември 1635 в Дьолау), дъщеря на граф Йохан цу Щолберг (1549 – 1612) и Енгела фон Путбус († 1598). Бракът е бездетен.